# Algoso
Algoso (anteriormente Ulgoso) é uma povoação portuguesa do Município de Vimioso que foi sede da extinta Freguesia de Algoso, freguesia que tinha uma área de 37,11 km²  e 281 habitantes (2011), tendo assim uma densidade demográfica de 7,6 hab./km².
A Freguesia de Algoso foi extinta (agregada) pela reorganização administrativa de 2013, tendo o seu território sido integrado na então criada Freguesia de Algoso, Campo de Víboras e Uva.

## História
Algoso, com o seu Castelo, constituiu primeiro um Senhorio (1155-1234) e depois uma Comenda (1224-1834) da Ordem do Hospital de São João de Jerusalém, de Rodes e de Malta.
Foi vila e sede de concelho até ao início do século XIX. Este era constituído pelas freguesias de Atenor, Silva, Saldanha, Travanca, Urrós, Algoso, Matela, Uva, Avinhó, Figueira de Algoso, Fonte Ladrão, Granja de São Pedro da Silva, Gregos, Junqueira, Mora, São Cristóvão de Malta, Teixeira, Vale Certo, Vale de Algoso e Vila Chã da Ribeira. Tinha, em 1801, 3 339 habitantes.

## População
| População da freguesia de Algoso | População da freguesia de Algoso | População da freguesia de Algoso | População da freguesia de Algoso | População da freguesia de Algoso | População da freguesia de Algoso | População da freguesia de Algoso | População da freguesia de Algoso | População da freguesia de Algoso | População da freguesia de Algoso | População da freguesia de Algoso | População da freguesia de Algoso | População da freguesia de Algoso | População da freguesia de Algoso | População da freguesia de Algoso |
| -------------------------------- | -------------------------------- | -------------------------------- | -------------------------------- | -------------------------------- | -------------------------------- | -------------------------------- | -------------------------------- | -------------------------------- | -------------------------------- | -------------------------------- | -------------------------------- | -------------------------------- | -------------------------------- | -------------------------------- |
| 1864                             | 1878                             | 1890                             | 1900                             | 1911                             | 1920                             | 1930                             | 1940                             | 1950                             | 1960                             | 1970                             | 1981                             | 1991                             | 2001                             | 2011                             |
| 628                              | 624                              | 609                              | 686                              | 667                              | 538                              | 624                              | 721                              | 742                              | 739                              | 594                              | 520                              | 337                              | 279                              | 281                              |

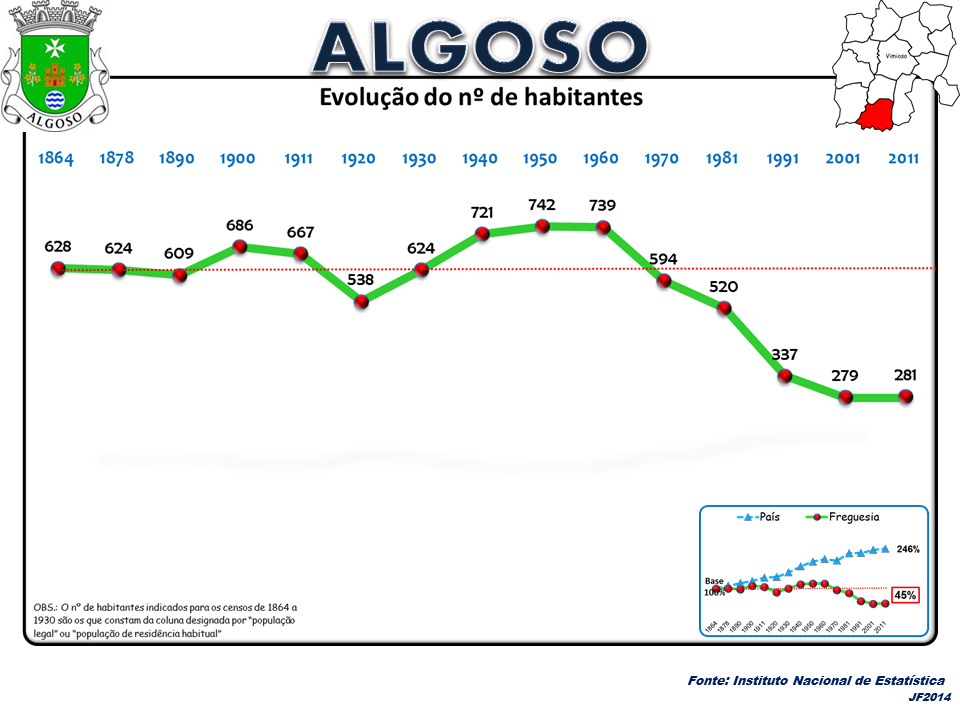
Evolução da População 1864 / 2011
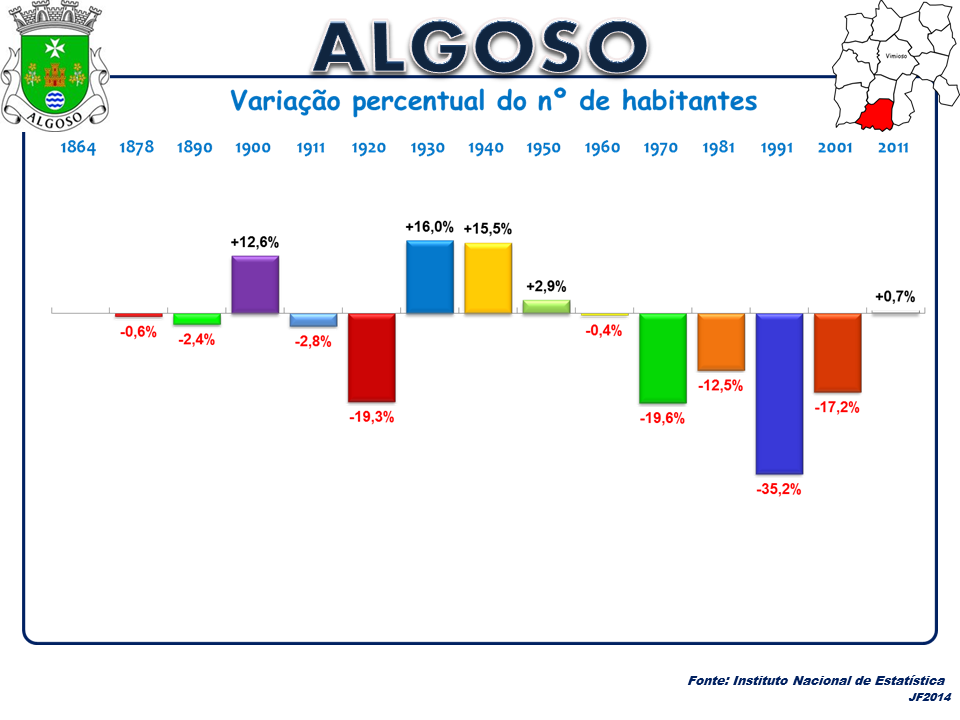
Variação da População 1864 / 2011
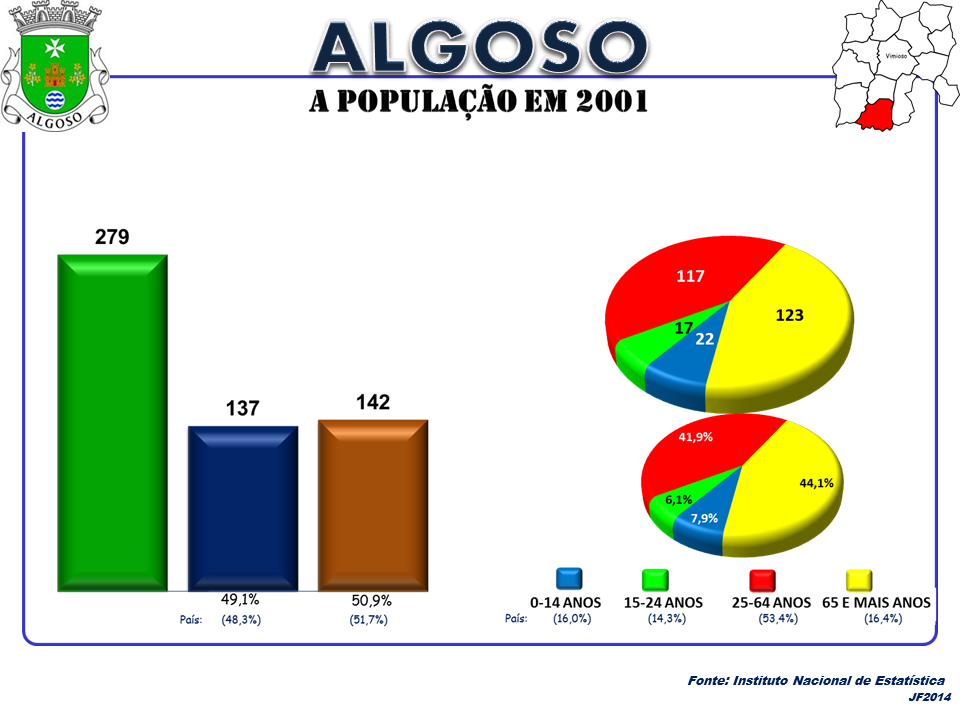
A População em 2001
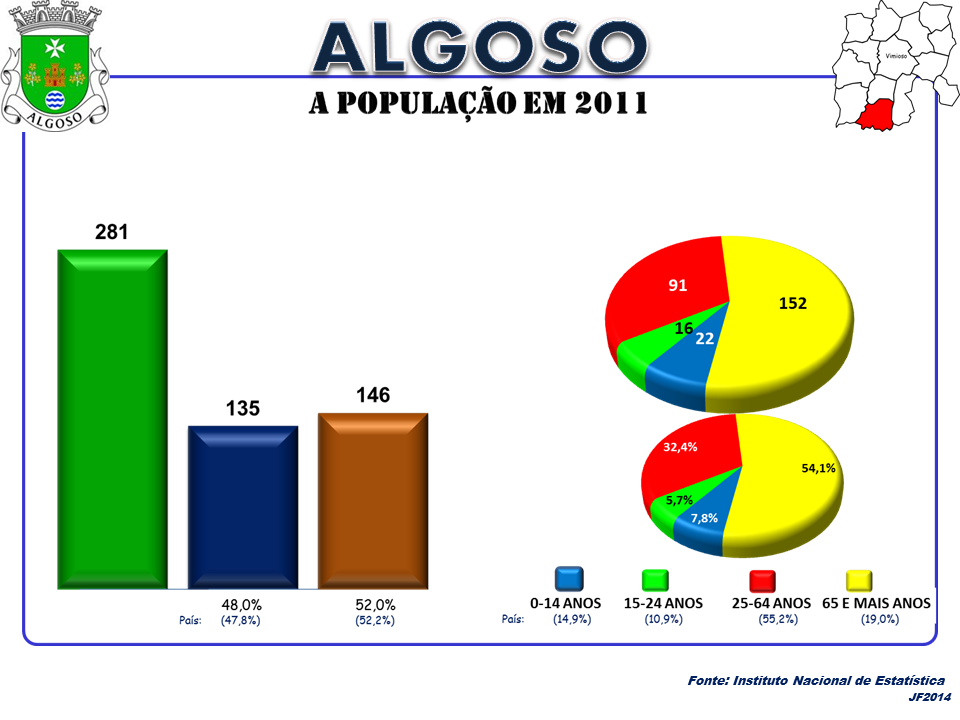
A População em 2011

## Localidades
A Freguesia de Algoso era composta por 2 aldeias:
- Algoso
- Vale de Algoso

## Património
- Pelourinho de Algoso
- Castelo de Algoso
- Capela de Nossa Senhora da Assunção
- Capela de São João
- Capela de São Roque
- Igreja da Misericórdia de Algoso
- Igreja de Algoso (Igreja de São Sebastião)
- Ponte de Algoso